# یواس‌اس استینگر (اس‌پی-۱۲۵۲)
یواس‌اس استینگر (اس‌پی-۱۲۵۲) (به انگلیسی: USS Stinger (SP-1252)) یک کشتی بود که طول آن ۸۰ فوت ۶ اینچ (۲۴٫۵۴ متر) بود. این کشتی در سال ۱۹۱۷ ساخته شد.